# 芒德城 (堪薩斯州)
芒德城（英語：Mound City）是一個位於美國堪薩斯州林縣的城市。同時該地也是林縣的縣治。

## 地方資料
芒德城的座標為38°08′31″N 94°48′44″W / 38.14194°N 94.81222°W，而該地的海拔高度為268米（即879英尺）。根據2010年美國人口普查，該地共人口647人，而該地的面積約為3.51平方千米。